# Adwokat kościelny
Adwokat kościelny – osoba świecka lub duchowna, która bierze udział w procesach kościelnych. Adwokat musi ukończyć studia z zakresu prawa kanonicznego (świecki tytuł magistra), a także posiadać tytuł licencjata kościelnego (zgodnie z Konstytucją Apostolską Sapientia Christiana z 1979 roku). Ponadto adwokat kościelny, podobnie jak pełnomocnik, powinien być pełnoletni i nienaruszonej sławy, adwokat ma być katolikiem (kan. 1483 KPK), powinien złożyć w sądzie autentyczne zlecenie (kan. 1484). Adwokat kościelny powinien być wpisany na listę adwokatów przy danym sądzie diecezjalnym lub mieć możliwość występowania jako tzw. adwokat ad causam.
Realizacja prawa do obrony na gruncie prawa procesowego nie zakłada udziału adwokata kościelnego w każdym procesie. Każdy wierny jest uprawniony jednak do skorzystania z pomocy prawnej, czyli z pomocy obrońcy. Zadaniem sądów i trybunałów kościelnych jest umożliwienie skorzystania z usług adwokata kościelnego. 
W każdym procesie adwokat kościelny zobowiązany jest troszczyć się o:
- właściwy przebieg postępowania,
- zgromadzenie i złożenie w trybunale przed sędzią odpowiednich środków dowodowych,
- sporządzenie głosów obrończych,
- zgłoszenie we właściwym terminie środków odwoławczych od niesprawiedliwego bądź krzywdzącego wyroku[2].

W sprawach karnosądowych (kan. 1481 § 2) oraz w sprawach dotyczących małoletnich i sprawach dotyczących dobra publicznego (kan. 1481 § 2) jego udział jest obligatoryjny. 
Obecnie najczęściej występowanie adwokata wiąże się z procesem o stwierdzenie nieważności małżeństwa kościelnego, gdzie adwokat kościelny może reprezentować zarówno stronę powodową, jak też pozwaną.